# Bërzhitë
Bërzhitë è una frazione del comune di Tirana in Albania (prefettura di Tirana).
Fino alla riforma amministrativa del 2015 era comune autonomo, dopo la riforma è stato accorpato, insieme agli ex-comuni di Baldushk, Dajt, Farkë, Kashar, Krrabë, Ndroq, Petrelë, Pezë, Shëngjergj, Vaqarr, Zall Bastar, Zall Herr a costituire la municipalità di Tirana.

## Località
Il comune era formato dall'insieme delle seguenti località:
Ibe
- Berzhite
- Dobresh
- Ibe e Poshtme
- Pellumbas
- Mihajas-Cirme
- Kus
- Fravesh
- Kllojke
- Pashkashesh
- Luge-Shalqize
- Rozaver